# Ukrainische Funkamateurliga
Die ukrainische Funkamateurliga (ukrainisch Ліга радіоаматорів України (ЛРУ); Liha radioamatoriv Ukrayiny; englisch Ukrainian Amateur Radio League; kurz UARL) ist der nationale Verband der Funkamateure in der Ukraine.

## Geschichte
Der Verband wurde am 21. Dezember 1991 als öffentliche gemeinnützige Gesellschaft gegründet. Er ist Mitglied der International Amateur Radio Union (IARU Region 1), der internationalen Vereinigung von Amateurfunkverbänden, und vertritt dort die Interessen der ukrainischen Funkamateure.